# Licznik Geigera

Schemat licznika Geigera

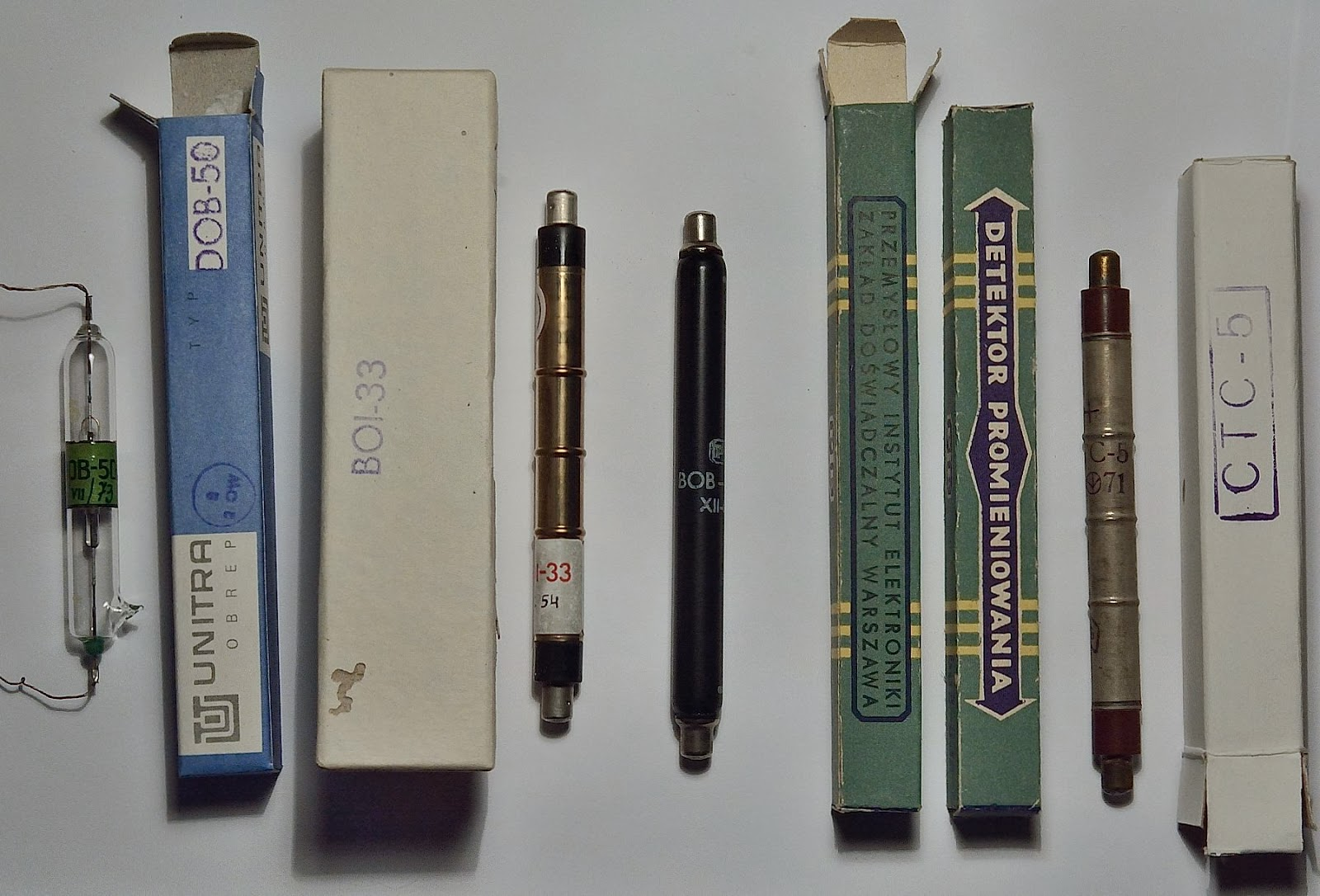
Cylindryczne liczniki Geigera produkcji polskiej i radzieckiej.

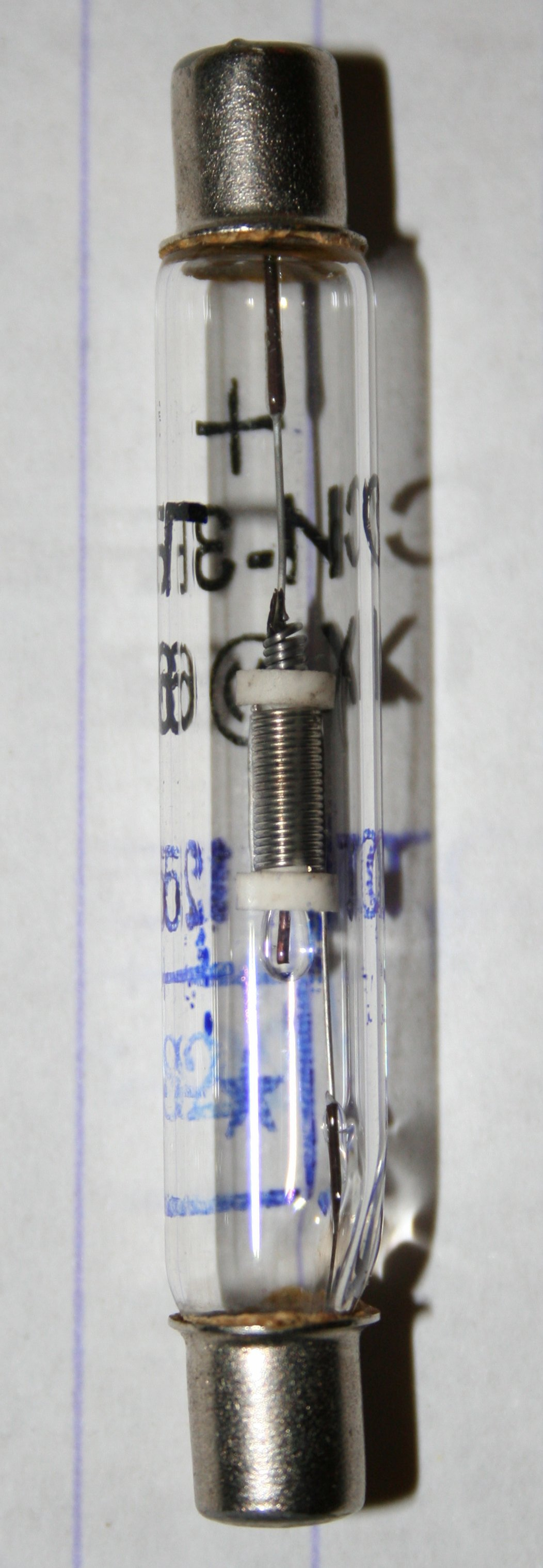
Radziecki detektor Geigera-Müllera СИ3БГ

Licznik Geigera, licznik Geigera-Müllera – licznik promieniowania jonizującego opracowany przez Hansa Geigera wraz z Walterem Müllerem w 1928 roku, służący do detekcji promieniowania jądrowego.
Ponieważ jonizacja gazów wewnątrz licznika zachodzi nie tylko w wyniku promieniowania alfa, ale także innych rodzajów promieniowania jonizującego (beta i gamma), toteż licznik Geigera zlicza w istocie niemal całkowity poziom czynników jonizujących w otoczeniu. Licznikiem Geigera można oceniać także liczbę fotonów światła (jak we wspomnianej niżej fotodiodzie gazowanej) i promieniowania rentgenowskiego, ale nie można nim badać bezpośrednio natężenia strumienia neutronów – cząstek niewywołujących jonizacji. Jednak istnieje rozwiązanie pomijające wspomnianą przeszkodę. Licznik taki albo wypełnia się wodorem (neutrony zderzają się z jądrami wodoru – protonami, powodując ich ruch), lub też otacza się folią kadmową. Wówczas neutrony pochłaniane przez kadm wywołują w nim reakcję jądrową, wynikiem czego jest powstanie promieniowania gamma. Następnie promieniowanie gamma przenika do objętości czynnej licznika, powodując powstanie sygnału. Warunkiem wykorzystania kadmu jest wcześniejsze spowolnienie neutronów do energii otoczenia (neutrony termiczne), co można otrzymać np. poprzez umieszczenie licznika w bloku parafinowym, teflonowym itp.

## Budowa licznika
Konstrukcja licznika sprowadza się do szczelnego szklanego cylindra i umieszczonej w nim rury metalowej (z miedzi lub aluminium – na rysunku niebieskiej), która stanowi elektrodę ujemną – katodę. Przez środek rury katody przebiega cienki drut stanowiący elektrodę dodatnią – anodę (na rysunku czerwony). Cylinder szklany wypełniony jest mieszaniną gazów: ok. 90% argonu lub innego gazu szlachetnego i ok. 10% par alkoholu. Ciśnienie mieszaniny gazów w cylindrze wynosi kilkadziesiąt hektopaskali, a zatem znacznie mniej od atmosferycznego. Z elektronicznego punktu widzenia jest to zatem lampa gazowana podobna trochę do gazotronu albo gazowanej fotodiody z usuniętym elementem światłoczułym.

## Działanie licznika
Elektrody muszą być spolaryzowane napięciem rzędu kilkuset woltów. Jeśli do wnętrza licznika trafi np. cząstka alfa, to wywoła jonizację atomów gazu wzdłuż swojego toru ruchu. Powstałe w wyniku jonizacji wolne elektrony i jony gazu przyspieszane są w polu elektrycznym, a następnie zderzają się z innymi atomami, powodując dalsze jonizacje i w efekcie wyładowanie lawinowe. Wyładowanie to objawia się w zewnętrznym obwodzie elektrycznym, zamkniętym rezystorem R, powstaniem impulsu napięcia, będącym skutkiem wychwytywania przez cylindryczną katodę jonów gazu. Impuls ten przez kondensator kierowany jest do układu pomiarowego. Czas trwania impulsu, wywołanego pojedynczą cząstką, tzn. czas upływający od chwili rozpoczęcia wyładowania lawinowego do jego wygaśnięcia, nazywany jest czasem martwym licznika. Istotne jest, aby był on jak najkrótszy. Wówczas możliwe jest odróżnienie od siebie kolejnych, szybko po sobie nadlatujących cząstek. Wpływ na to ma zarówno konstrukcja elektrod (ich wielkość i odległość od siebie), ciśnienie mieszaniny gazów, jak i skład tej mieszaniny: np. pary alkoholu tłumią wyładowania. Czas martwy przeciętnego licznika jest rzędu stu mikrosekund.
Za kondensatorem układ pomiarowy typowego licznika zawiera obwody zliczające pojawiające się impulsy i przekształcające je w sygnały dźwiękowe (trzaski – to najwcześniej stosowana wersja zwana gammafonem), błyski, albo na wskazania wskaźnika wychyłowego bądź wyświetlacza alfanumerycznego.

## Historia
Pierwszy licznik tego typu opracowany został przez Ernesta Rutherforda i Hansa Geigera w roku 1908 i zdolny był do detekcji wyłącznie cząstek α. W roku 1928 Geiger wraz ze swoim doktorantem, Walterem Müllerem, udoskonalił swój licznik, dzięki czemu pozwalał on na pomiary także promieniowania β i γ.
Rozwinięciem licznika Geigera jest licznik halogenowy (wykorzystujący pary rtęci), opracowany w 1947 roku przez Sidneya Liebsona. Różni się od pierwowzoru większą trwałością i niższym – bezpieczniejszym – napięciem polaryzującym, co jest istotne w zastosowaniu do urządzeń przenośnych. Obniżenie napięcia pracy można również otrzymać poprzez dodanie domieszki chlorowców do gazu roboczego.
Współczesne konstrukcje detektorów dostępne są w sprzedaży np. pod nazwami STS-5 i BOI-33.